# Het hol van de vampier
Het hol van de vampier (Frans: Le terreur du ciel) is het zestiende album uit de Franco-Belgische strip Tanguy en Laverdure van Jean-Michel Charlier (scenario) en Jijé (tekening).
Het verhaal verscheen in voorpublicatie in het Franse stripblad Pilote van 10 december 1970 (nummer 5479) tot en met 17 juni 1971 (nummer 606). In 1971 werd het verhaal in albumvorm uitgegeven bij Dargaud, de eerste twee pagina's werden hierbij weggelaten omdat dit een samenvatting was van het voorgaande album. In het Nederlands verscheen het verhaal meteen in albumvorm en dit pas in 1978. Bij de verschijning van de integrale werden deze pagina's opnieuw bijgevoegd.
Dit was het tweede deel van een tweeluik dat vooraf gegaan werd door De vleugels van de vampier.

## Het verhaal
Michel Tanguy bestuurt een Noratlas met daarin het geld voor de vampier. Nadat hij landt op een afgesproken plaats worden ze echter overmeesterd door handlangers van de vampier en wordt het vliegtuig gekaapt. Op de vlucht veranderen ze de hele tijd van koers en op een bepaald moment dumpen ze de containers met het geld en springt iedereen uit het vliegtuig en blijft Michel alleen achter. Hij is vastgebonden maar met zijn vulpenpistool weet hij zich te bevrijden en kan hij het stuur overnemen. Laverdure heeft hem intussen gevonden met zijn Mirage en die leidt hem naar een open vlakte in de bergen waar Tanguy kan landen. De sneeuw remt het vliegtuig af. Aan de buitenwereld wordt bekendgemaakt dat Tanguy het niet overleefd heeft.
Met een klein vliegtuigje gaan Tanguy en Laverdure op onderzoek. Ze ontdekken een meer en gaan ervan uit dat hier de containers gedumpt werden. Ze landen en gaan verder op onderzoek. Intussen worden door de vampier enkele vliegtuigen neergehaald waarbij meer dan 100 doden vallen. Terug aan hun vliegtuig ontdekken ze in de buurt een auto. Michel besluit zich in de kofferbak te verstoppen en beland zo in het hoofdkwartier van de vampier. Daar ontdekt hij de landingsplaatsen van de Harriers, de vliegtuigen die verticaal kunnen opstijgen. Hij wordt ontdekt maar via een list kan hij ontsnappen. Met een wagen die hij klaar had gezet vlucht hij. Omdat hij achterna gezeten wordt ensceneert hij een ongeval en wordt dan door Laverdure opgehaald. De autoriteiten laten weten dat de bestuurder omgekomen is waardoor de vampier geen argwaan heeft dat zijn plannen ontdekt zijn.
Nadat het tweede deel van het losgeld betaald wordt weet Michel zich te verschuilen in een Harrier, die vanop afstand bestuurd wordt. Terwijl de landingsplaatsen van de andere Harriers door het leger ingenomen worden vliegt Michel met kort bij hem nog een toestel dat zijn toestel bedient over de zee en daar ziet hij een olietanker, waar het geld naartoe gebracht zou moeten worden. Michel besluit zijn vliegtuig hierop te laten neerstorten en gebruikt zijn schietstoel waardoor hij in zee beland, terwijl de olietanker zinkt. Kort daarop wordt hij gered en moet hij naar Parijs om persoonlijk bedankt te worden door de president.